# AFLAC-toren
Met de AFLAC toren kunnen twee verschillende torens worden bedoeld. De ene toren bevindt zich in Iowa. De andere, het hoofdkwartier van het bedrijf AFLAC, staat in Georgia.

## Georgia
In Columbus, een stad in Georgia, bevindt zich het hoofdkwartier van AFLAC. Waarschijnlijk is dit een van de hoogste gebouwen van de stad.

## Iowa
In Rowley, een plaatsje in Iowa, bevindt zich een getuide televisiezendmast, met een hoogte van 609,4 meter. Deze toren werd voltooid in 1984. Deze staat ook bekend als de 'AFLAC toren' en behoort tot de hoogste gebouwen ter wereld.